# Eduards Loze
Eduards Loze (* 15. Oktober 1977) ist ein lettischer Badmintonspieler.

## Karriere
Eduards Loze ist einer der erfolgreichsten Badmintonspieler Lettlands. Von 1997 bis 2011 gewann er in seiner Heimat 20 nationale Titel.

## Sportliche Erfolge
| Saison | Veranstaltung                   | Disziplin    | Platz | Name                            |
| ------ | ------------------------------- | ------------ | ----- | ------------------------------- |
| 1997   | Lettland: Einzelmeisterschaften | Herreneinzel | 1     | Eduards Loze                    |
| 1997   | Lettland: Einzelmeisterschaften | Mixed        | 1     | Eduards Loze / Kristīne Šefere  |
| 1997   | Lettland: Einzelmeisterschaften | Herrendoppel | 1     | Eduards Loze / Mārtiņš Kažemaks |
| 1998   | Lettland: Einzelmeisterschaften | Herrendoppel | 1     | Eduards Loze / Mārtiņš Kažemaks |
| 1998   | Lettland: Einzelmeisterschaften | Herreneinzel | 1     | Eduards Loze                    |
| 1998   | Lettland: Einzelmeisterschaften | Mixed        | 1     | Eduards Loze / Kristīne Šefere  |
| 1999   | Lettland: Einzelmeisterschaften | Mixed        | 1     | Eduards Loze / Kristīne Šefere  |
| 1999   | Lettland: Einzelmeisterschaften | Herrendoppel | 1     | Eduards Loze / Mārtiņš Kažemaks |
| 1999   | Lettland: Einzelmeisterschaften | Herreneinzel | 1     | Eduards Loze                    |
| 2001   | Lettland: Einzelmeisterschaften | Herreneinzel | 1     | Eduards Loze                    |
| 2001   | Lettland: Einzelmeisterschaften | Herrendoppel | 1     | Eduards Loze / Mārtiņš Kažemaks |
| 2002   | Lettland: Einzelmeisterschaften | Herrendoppel | 1     | Eduards Loze / Mārtiņš Kažemaks |
| 2002   | Lettland: Einzelmeisterschaften | Herreneinzel | 1     | Eduards Loze                    |
| 2003   | Lettland: Einzelmeisterschaften | Herreneinzel | 1     | Eduards Loze                    |
| 2006   | Lettland: Einzelmeisterschaften | Mixed        | 1     | Eduards Loze / Kristīne Šefere  |
| 2007   | Lettland: Einzelmeisterschaften | Mixed        | 1     | Eduards Loze / Kristīne Šefere  |
| 2007   | Lettland: Einzelmeisterschaften | Herrendoppel | 1     | Eduards Loze / Edijs Līviņš     |
| 2008   | Lettland: Einzelmeisterschaften | Mixed        | 1     | Eduards Loze / Kristīne Šefere  |
| 2009   | Lettland: Einzelmeisterschaften | Herrendoppel | 1     | Eduards Loze / Edijs Līviņš     |
| 2009   | Lettland: Einzelmeisterschaften | Mixed        | 1     | Eduards Loze / Kristīne Šefere  |
| 2010   | Lettland: Einzelmeisterschaften | Herreneinzel | 1     | Eduards Loze                    |
| 2011   | Lettland: Einzelmeisterschaften | Mixed        | 1     | Eduards Loze / Kristīne Šefere  |